# Friezenkerk
De Friezenkerk (Italiaanse naam Santi Michele e Magno) is een rooms-katholieke kerk in Rome en de kerkgemeenschap die de Nederlandse rooms-katholieke kerkprovincie in deze stad vertegenwoordigt.

## Duiding van de naam Friezenkerk
De naam Friezenkerk heeft geen specifieke betrekking op de huidige bewoners van Friesland. In de vroege middeleeuwen stond het gebied van de (Germaanse) Lage Landen bekend als 'Frisia'. Voor de volksverhuizingen woonden hier namelijk de stam van de Fresones/Frisii aan wie de Romeinen de naam voor de regio ontleenden. De taal van de Romeinen, het Latijn, was ook in de middeleeuwen de schrijftaal van de Lage Landen en schrijvers bleven de Laat-Romeinse terminologie gebruiken. Een 'Fries' was dus iemand uit het gebied van de Lage Landen (Frisii), voor wie de kerk als een opvangplaats fungeerde wanneer zij als pelgrims in Rome aankwamen.

## Geschiedenis

### Bouw en herstel
De huidige kerk werd in 1141 gebouwd ter vervanging van een oudere kerk die rond 1084 door oorlogsgeweld werd verwoest. De kerk werd tegen de heuvel Janiculum  gebouwd, die grenst aan het Sint-Pietersplein. Dankzij haar hogere ligging is de kerk bewaard gebleven toen in de 16e eeuw alle gebouwen die onder aan de heuvel stonden werden gesloopt voor de bouw van de Sint-Pieter. De kerk behoort tot de extraterritoriale bezittingen van het Vaticaan op de Janiculum, die in 1990 door de UNESCO zijn toegevoegd aan de Werelderfgoedlijst.

### Friese schola
Waar nu de kerk van de Friezen staat, woonde twaalfhonderd jaar geleden een Friese kolonie. Deze Schola van de Friezen wordt genoemd bij de ontvangst van paus Leo III na zijn terugkeer in Rome in 799, bij de begroeting van Karel de Grote in 800, en door Lodewijk II in 844. In 845 verdedigden de Friezen, samen met de inwoners van de andere scholae, de Sint-Pieter en bijbehorende wijk tegen de inval van de Saracenen maar men kon niet voorkomen dat de scholae werden geplunderd. Kort daarna werd de wijk door een muur omgeven, waarvan nog altijd resten te zien zijn. Ieder die vanuit het Friese grondgebied naar Rome kwam, logeerde hier. Ook andere volkeren hadden schola's met een dergelijke wijk, maar die van de Friezen ligt het dichtst bij de Sint-Pieter.

### Einde eeuwigdurend recht van de Friezen
In 1446 ontnam paus Eugenius IV van de Friezen het exclusieve eeuwigdurend recht op de Santi Michele e Magno kerk te Rome. De kerk werd een "dochterkerk" van de Sint Pieter en zetel van een van de drie Vaticaanse Aartsbroederschappen.

### Herstel als trefpunt voor Nederlanders
In de jaren tachtig van de twintigste eeuw werd onder andere door de latere bisschop Muskens van Breda geijverd voor het weer in gebruik nemen van de kerk als trefpunt voor Nederlanders. Zo was er in 1985 een dienst in het Fries ter gelegenheid van de zaligverklaring van Titus Brandsma en in 1988 hielden de Nederlandse bisschoppen er een viering als afsluiting van hun bezoek aan de paus. In 1990 werd een stichting Vrienden van de kerk der Friezen in het leven geroepen, die onder meer geld inzamelde voor de restauratie van het gebouw. In 1992 stemde het Vaticaan officeel in met het gebruik van het gebouw als vast punt voor Nederlanders in Rome.

## Huidig gebouw
Van de oude oorspronkelijke kerk die bij die kleine nederzetting hoorde zijn alleen een paar funderingsmuren teruggevonden. De huidige kerk uit 1141 is groter dan de eerste kerk geweest moet zijn. Het is een romaans bouwwerk, met antieke zuilen, en een klokkentoren. Die klokkentoren is nog steeds aanwezig, maar de kerk ziet er nu heel anders uit dan toen ze gebouwd werd. In de achttiende en negentiende eeuw werd het interieur zo ingrijpend gewijzigd, dat alleen kleine details die ouderdom nog verraden. Er zijn twee fragmenten van een grafplaat voor een zekere Hebus, een Friese ridder die in 1004 in Rome op negentigjarige leeftijd overleed.

## Achtergrond van de patroonheiligen
De patroon van de Friezenkerk was de aartsengel Michael, die – volgens een sage – Rome ooit van de pest heeft bevrijd. Later kreeg ze er een tweede patroon bij: Sint-Magnus, een heilige 3e-eeuwse bisschop, waarvan het lichaam hier hier bij toeval vele eeuwen na zijn dood terechtkwam. Volgens een inscriptie uit de 13e eeuw hadden drie Friese ridders en een heilige maagd, die Karel de Grote te hulp waren geschoten, het lichaam van de heilige uit handen van de Saracenen gered. Toen ze de relieken mee naar het hoge noorden willen nemen, verhinderde goddelijk ingrijpen dit. Het lichaam van de heilige bleef in Rome, in de kerk die daarna een dubbele naam kreeg: de kerk van Michael en Magnus.  
Het verhaal lijkt te zijn ontstaan tijdens de investituurstrijd in de 12e eeuw, toen de paus uitweek naar naar zijn zomerresidentie Anagni, waar de relieken van de heilige vanouds werden bewaard. Friese krijgers hebben de Duitse keizers meermalen geholpen om Rome te bezetten. Wel belandde een deel van de relieken omstreeks 1150 is Esens (Oost-Friesland), waar de kostbare schrijn van de heilige in processies werd rondgedragen. Magnus van Trani later werd later verward met de legendarische vaandeldrager Magnus Forteman. Een onderarm van de heilige, mogelijk afkomstig uit Esens, overleefde de Reformatie en belandde  in Anderlecht.  

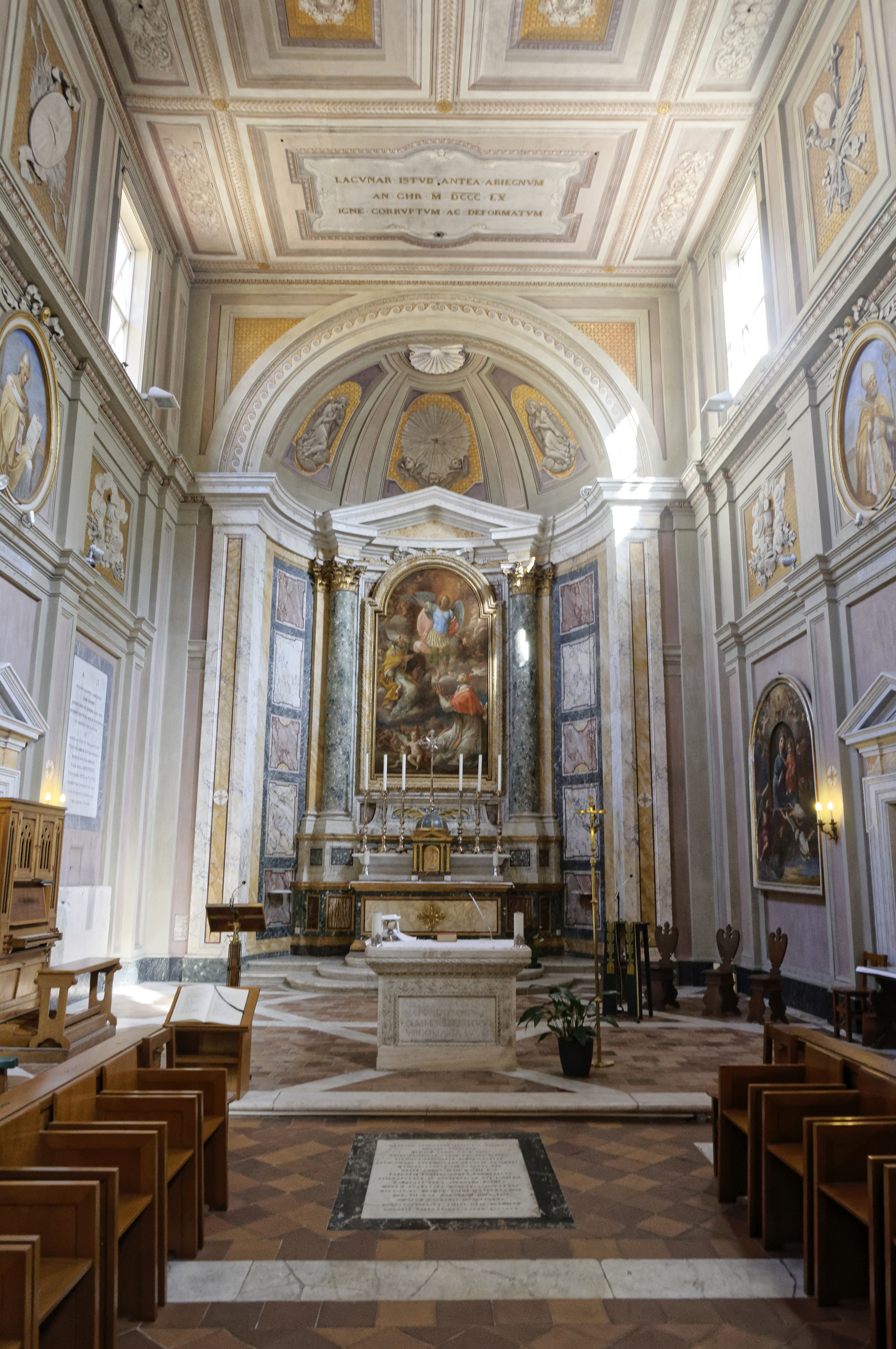
Interieur
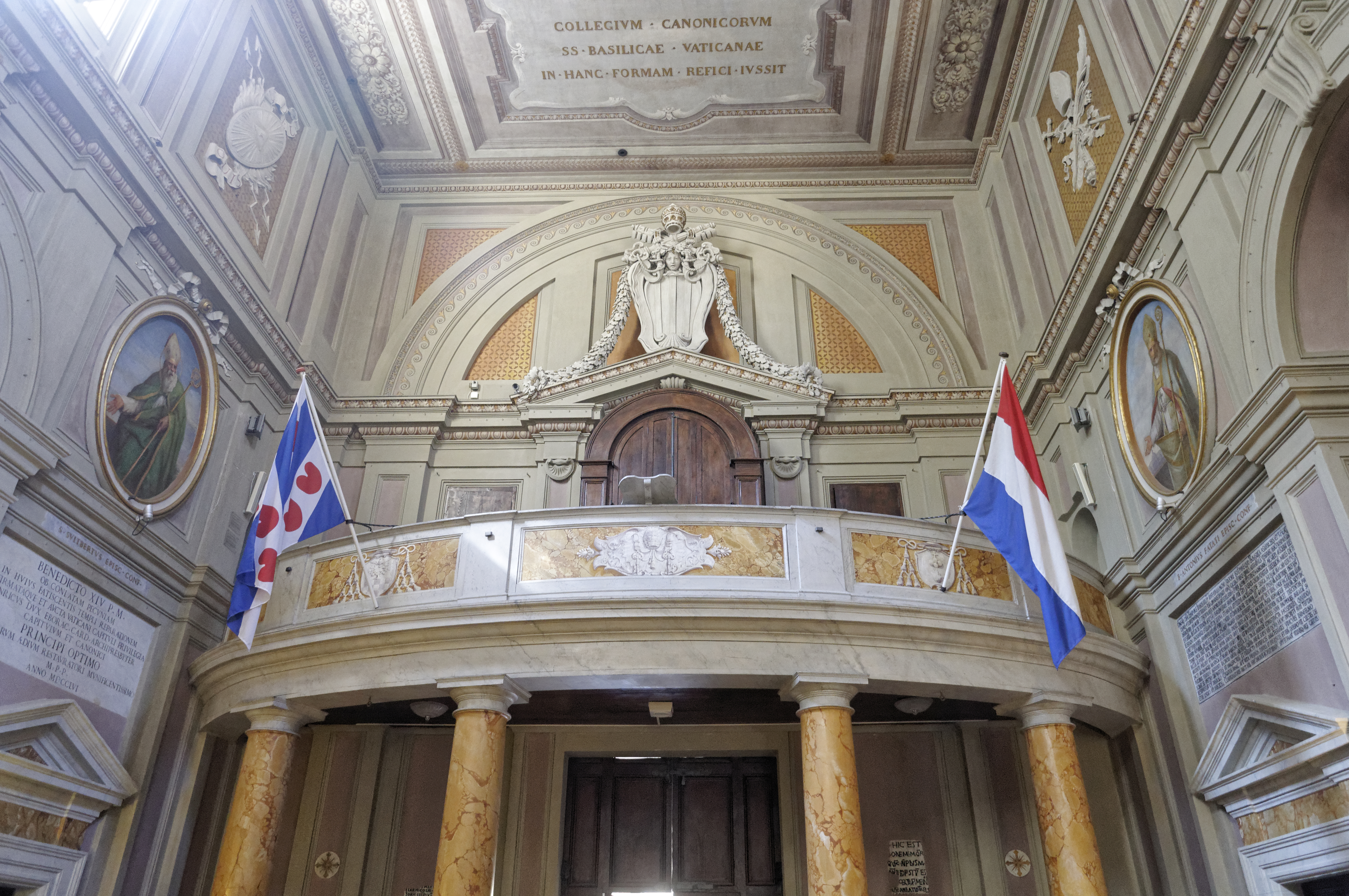
Achterzijde met de Friese en de Nederlandse vlag
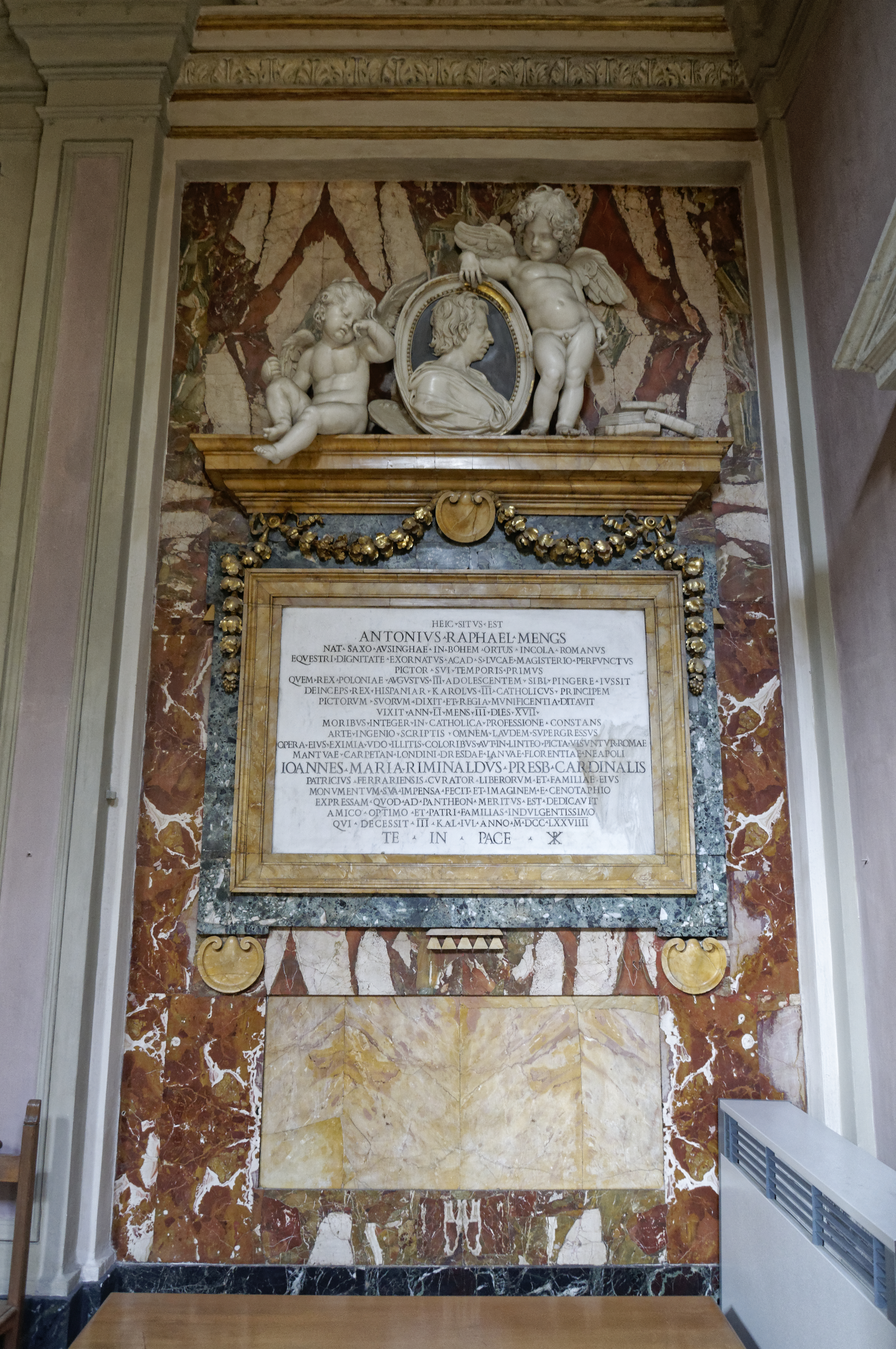
Graf van Anton Raphael Mengs
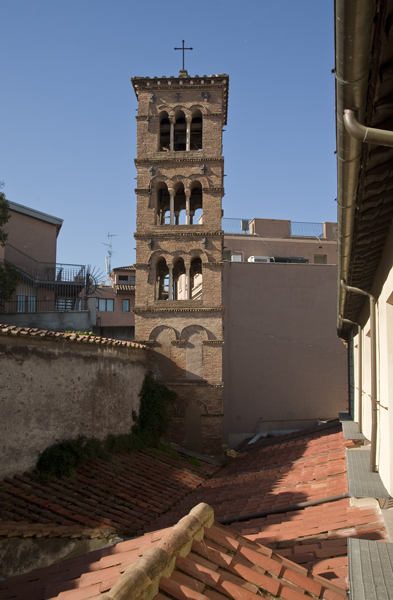
Campanile

## Trivia
- Lodewijk Damsma heeft over een periode van 17 jaar zo'n 2700 kloostermoppen verzameld. Deze stenen waren afkomstig uit verschillende middeleeuwse kerken uit de oude Friese landen tussen Alkmaar en de Deense grens. Vijfhonderd hiervan zijn in 2002 ingemetseld in de Friezenkerk.